# Marc-Henri Aubert
Marc-Henri Aubert, né le 19 juin 1951 à La Chaux-de-Fonds, est un musicien, pianiste et enseignant vaudois.

## Biographie
Marc-Henri Aubert commence l'étude du piano à l'âge de sept ans et poursuit ses études musicales aux Conservatoires de Genève (1971-1974) et de Lausanne (1974-1977). Il étudie ensuite à l'Académie Internationale de Piano Magda Tagliaferro, à Paris, de 1977 à 1980. De retour en Suisse, il obtient ses diplômes d’enseignement (1981) et de virtuosité (1986), délivrés par la Société suisse de pédagogie musicale (SSPM), dans la classe professionnelle de Denise Bidal. Il a reçu l'enseignement des maîtres Jacqueline Blancard, Louis Hiltbrand, Sylvia Tuxen-Bang, Magda Tagliaferro, Denise Bidal et Claudine Perretti et a participé, durant trois années consécutives, aux master-classes de György Sebök en Suisse, de 1991 à 1993. Marc-Henri Aubert obtient en 1993 le diplôme professionnel du concours de l'Institut musical européen à Besançon.
Marc-Henri Aubert se produit comme soliste avec succès en Suisse, avant de se lancer à l'étranger. Il effectue en 2001 sa première tournée en Amérique du Nord (États-Unis et Canada) et participe durant les dix années suivantes à de nombreux concerts en formation de musique de chambre ou avec orchestre. On le retrouve, par exemple, aux concerts de Montbenon, à Lausanne, lors d'un récital à quatre mains avec le pianiste Marc Ryser en 2001 et avec le violoniste Alexandre Dubach en 2009. Parmi ses compositeurs de prédilection figurent Bach, Mozart, Beethoven, Schubert, Schumann, Liszt, Brahms, Franck, Saint-Saëns, Scriabine, Debussy, Ravel, et Satie. Marc-Henri Aubert a enregistré en 1995 un disque pour le label Gallo, consacré à des œuvres de Schumann, de Liszt et de Scriabine. Il a enseigné le piano au Conservatoire de Lausanne et enseigne actuellement, et depuis 1984, au Conservatoire de Montreux-Vevey-Riviera, en section classique ; il enseigne également de 1998 à 2013 en privé au Piano Studio à Lausanne ainsi qu'aux classes professionnelles de l'Académie suisse de musique et pédagogie musicale (ASMP) de la Haute école de musique Kalaidos (Zurich). Marc-Henri Aubert est enfin président du comité de la SSPM pour le canton de Vaud de 2001 à 2009. Il soutient les jeunes musiciens en début de carrière en organisant des concerts à leur intention dans des associations prévues à cet effet.

## Sources
- « Marc-Henri Aubert », sur la base de données des personnalités vaudoises sur la plateforme « Patrinum » de la Bibliothèque cantonale et universitaire de Lausanne.
- sites et références mentionnés
- selon données de Marc-Henri Aubert
- Aubert, Marc-Henri, Schumann, Scriabine, Liszt, Lausanne, VDE-Gallo, 1995, cote BCUL: DCM 9500.